# (89973) Aranyjános
(89973) Aranyjános est un astéroïde de la ceinture principale.

## Description
(89973) Aranyjanos est un astéroïde de la ceinture principale. Il fut découvert le 8 septembre 2002 à Piszkesteto par Krisztián Sárneczky. Il fut nommé en honneur de l'écrivant hongrois János Arany. Il présente une orbite caractérisée par un demi-grand axe de 2,21 UA, une excentricité de 0,14 et une inclinaison de 5,4° par rapport à l'écliptique.

## Compléments